# 辻野功
辻野 功（つじの いさお、1938年2月22日 - 2014年3月16日）は、日本の政治学者。専門は、政治学。大分学の提唱者で、一般社団法人大分学研究会の会長を務めた。また、スーパーJチャンネルおおいたコメンテーターなど、多方面で活躍した。香川県出身。

## 年譜
- 1938年 - 香川県生まれ[3]。
- 1960年 - 同志社大学法学部政治学科卒業[3]。
- 1963年 - 同志社大学大学院法学研究科政治学専攻修士課程修了[3]。
- 1965年 - 1994年 - 同志社大学法学部講師[4]
- 1968年 - 1975年 - 京都精華短期大学助教授[4]
- 1977年 - 1991年 - 京都芸術短期大学教授[4]
- 1991年 - 2001年 - 京都造形芸術大学教授[4]
- 2001年 - 日本文理大学商経学部教授[3]。
- 2006年 - 別府大学教授[3]。
- 2014年3月16日 - 膵臓癌のため死去[1]。

## 著書
- 『イギリスホームスティのすすめ』（あすか書房、1994年）
- 『日本はどんな国か』（明石書店、2001年）
- 『大分学・大分楽』（明石書店、2003年）
- 『大分学・大分楽II』（明石書店、2005年）
- 『大分学・大分楽III』（明石書店、2006年）
- 『大分学』（明石書店、2008年）
- 『大分学II』（明石書店、2009年）
- 『親子で読む大分偉人伝』（大分学研究会、2014年）